# Europeada
Europeada je nogometno natjecanje autohtonih nacionalnih manjina u Europi.
Po stanju od 23. lipnja 2008., još nije poznato koliko često će se održavati ovo natjecanje; vjerojatno će životnost prvog izdanja odrediti buduća izdanja.
Održana natjecanja:
- Europeada 2008.: održala se od 1. do 7. lipnja 2008. u švicarskom kantonu Graubündenu.[1]

- Europeada 2012.: održava se od 16. do 24. lipnja 2012. u Njemačkoj, u Lužici.[2][3][4]

Planirana natjecanja:
- Europeada je bila planirana za 2010. godinu. Pokrajine Lužica i Južni Tirol zanimale su se za organiziranje tog natjecanja.[5]

Prema kasnijim informacijama, došlo je do pomaka kalendara, ali i mogućih domaćina. Tako je predviđeno da će iduće Europsko nogometno prvenstvo nacionalnih manjina se najvjerojatnije održati "u lipnju sljedeće godine u Tuheljskim Toplicama"., no od toga nije bilo ništa.

## Susreti za odličja
| Godina | Domaćin               | Završnica                | Završnica | Završnica        | Za broncu        | Za broncu | Za broncu         |
| Godina | Domaćin               | Pobjednik                | Rezultat  | Drugoplasirani   | Trećeplasirani   | Rezultat  | Četvrtoplasirani  |
| ------ | --------------------- | ------------------------ | --------- | ---------------- | ---------------- | --------- | ----------------- |
| 2008.  | Gräubunden, Švicarska | Južni Tirol              | 1:0       | Hrvati u Srbiji  | Romi iz Mađarske | 9:0       | Danci iz Njemačke |
| 2012.  | Lužica, Njemačka      | Nijemci iz Južnog Tirola | 3:1       | Romi iz Mađarske | Hrvati u Srbiji  | 1:0       | koruški Slovenci  |
| 2016.  | Južni Tirol, Italija  | Južni Tirol              | 2:1       | Okcitanija       | koruški Slovenci |           |                   |

## Vječna ljestvica
Po stanju nakon Europeade 2012.
| Sastav                   | Zlato | Srebro | Bronca | Ukupno |
| ------------------------ | ----- | ------ | ------ | ------ |
| Nijemci iz Južnog Tirola | 2     | 0      | 0      | 2      |
| Hrvati iz Srbije         | 0     | 1      | 1      | 2      |
| Romi iz Mađarske         | 0     | 1      | 1      | 2      |